# Kempen (régió)
Kempen (franciául: Campine) a belgium Antwerpen tartomány keleti részén található tájegység neve. Nagyrészt mocsaras-lápos vidék, legfontosabb városa Turnhout. A kempeni régió Antwerpen tartományon kívül kiterjed Limburg tartomány egyes részeire, valamint a hollandiai Noord-Brabant tartományba is. A régió természetes határát délen a Demer, keleten a Maas folyó adja. A régió része még a kempeni fennsík, amelyet a devon korszakból származó üledékes rétegek alkotnak
Régebben Kempen vidékén nem túl intenzív mezőgazdasági tevékenység volt jellemző, de ma már kedvelt turisztikai célpont, elsősorban a csendes, relaxáló hétvégét kereső belgáknak. A vidéken található régi farmépületeket sorra alakítják át panziónak vagy hétvégi háznak, és a vidék Belgium egyik legsűrűbb kerékpárút-hálózatával büszkélkedhet.

## Az elnevezés eredete
A „kempen” szó a latin eredetu Campinia vagy Campina változata (campus jelentése „mező”). A római időkben a régió neve Toxandria vagy Taxandria volt. A régió lakosait hollandul kempenaars-nak hívják.

## Kultúra
Az „elhagyatott lapos tájként” leírt Kempen gyakran szerepel a híres flamand író, Hendrik Conscience (1812-1883) regényeiben, aki itt töltötte gyermekkora jelentős részét, apja farmján nevelkedve. A Kempen vidéken játszódik egy másik belga író, Georges Eekhoud (1854-1927) számos regénye. Frans Van Giel (1892-1975) flamand festő számos kempeni tájképet festett.
A Museum Kempenland a hollandiai Eindhoven városában található, és jelentős gyűjteménnyel rendelkezik a kempeni származású vagy itt alkotó festők, metszetkészítők, szobrászok, díszkovácsok és egyéb alkotók műveiből. A vidék lakóinak szokásai és tájszólása tudományos kutatások tárgya volt.
A mocsaras-lápos régión belül számos népmese és történet született, mint például a kecskelovasokról (hollandul: Bokkenrijders) vagy a gnómok királyáról (Kabouterkoning Kyrië).

## A régió történelme
Mivel a kempeni régió talaja meglehetősen homokos, szegény tápanyagokban, ezért intenzív mezőgazdasági művelésre nem alkalmas. Ennek köszönhetően a meglehetősen sűrűn lakott németalföldi régióban Kempen vidéke szinte teljesen kihalt, és alig pár település található itt. A régió nagyobb városai is a kempeni vidék szélén találhatók: Hasselt, Diest, Aarschot, Lier (amely a kempeni régió kapujának tartja magát, bár ezt a címet magának követeli Oirschot), Breda, Tilburg, Eindhoven, Maaseik, és Maastricht városa is).
Az egyetlen kivétel Turnhout városa, amely a régió szívében található. A várostól nyugatra jelentős agyagbányák működtek, amely az egyik oka volt a Turnhout-ot Antwerpennel összekötő Noord-Kempens Canal megépítésének. A közelben található Herentals régi iparvidék, köszönhetően textiliparának, amelyre a város központjában található Lakenhal (kb. Lencsarnok) emlékeztet.
Mivel a régió lakossága sosem volt jelentős, mindig előszeretettel települtek ide a magányt keresők, köztük Achel, Zundert, Postel és Westmalle kolostorok szerzetesei. A 19-20. században számos metallurgiai üzem települt ide és 1962-ben Mol közelében épült fel az első belga atomerőmű, az SCK•CEN. Az európai közösség Institute for Reference Materials and Measurements központja Geel közelében épült fel 1957-ben. A 60-as években jelentős gyógyszeripari cégek települtek le Beerse közelében, mint például a Janssen Pharmaceutica és a Genzyme. A nagy nyílt terek és a gyér lakosság természetesen a belga hadseregnek is kedvezett, ezért ide telepítették a Leopoldsburg katonai bázist, a Kleine Brogel és Oostmalle közelében található katonai repülőtereket és Brasschaat közelében lévő, ma már nem használt katonai lőteret.
A Kempen vidéken található jelentős szénkészletek kiaknázása a 19. században kezdődött, de nagy lendületet igazán csak a II. világháború alatt vett. Ennek köszönhetően Geel, Beringen és Genk városok szinte felismerhetetlenül átalakultak és teljesen elvesztették korábbi identitásukat. A régió karakterét leginkább a hollandiai Oirschot, Eersel és Hilvarenbeek városok őrizték meg, illetve a szintén Hollandiában található acht zaligheden néven ismert falvak (a név nyolc áldást jelent és hét falunak a nevében megtalálható a selligheden kifejezés).

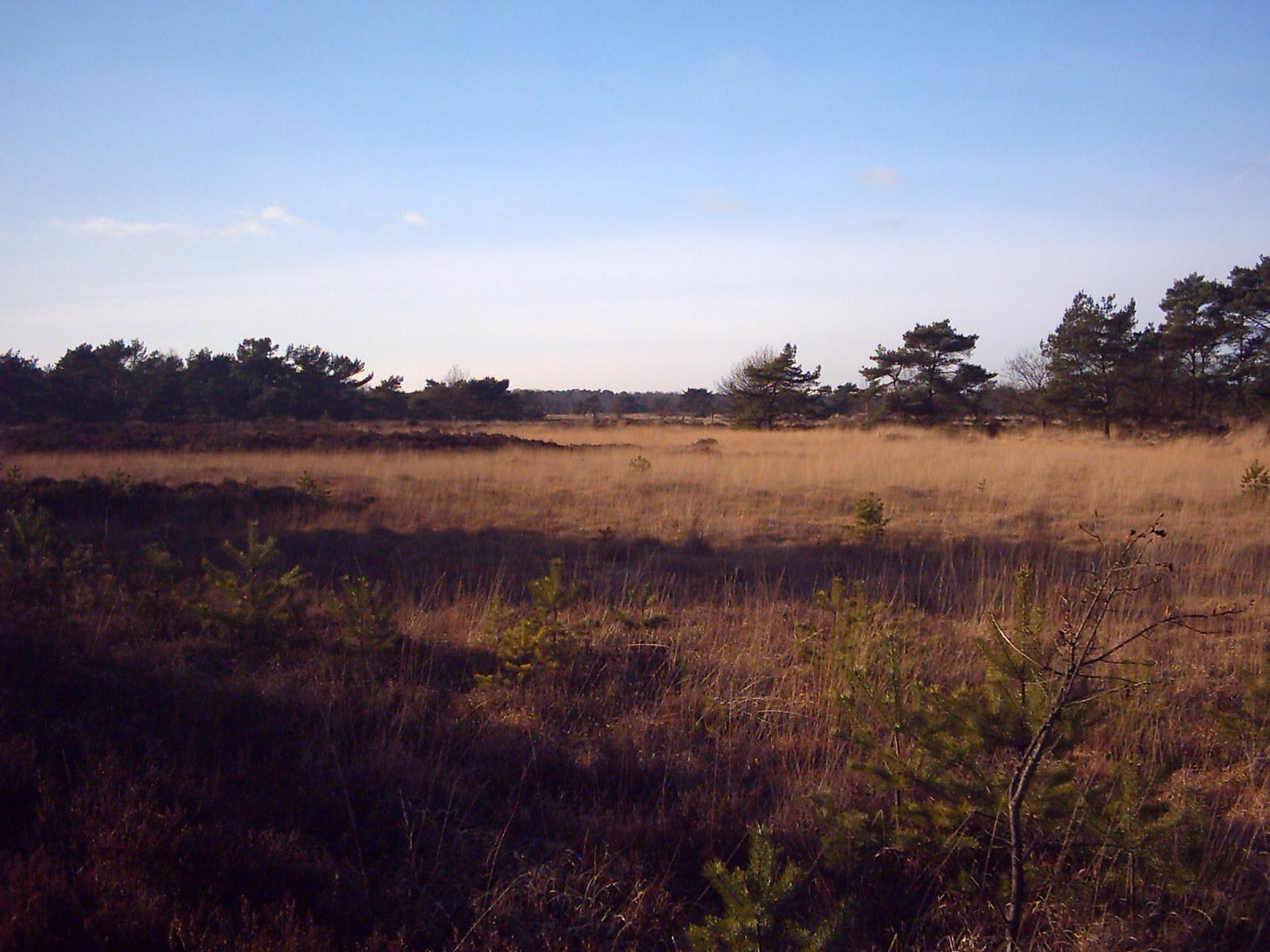
Kalmthoutse Heide

A településeken kívül a kempeni régió részben megőrizte eredeti jellegét, mocsaras-lápos legelőit és hangás-harasztos rétjeit. A 60-as években a harasztos rétek, tölgyfaligetek és mocsarak nagy része eltűnt, részben a települések terjeszkedésének, részben a műtrágyával kezelt legelők elterjedésének. Néhány helyen megmaradt a táj korábbi jellege, mint például a Kalmthoutse Heide erdő, a De Maten Genk közelében, a Turnhout közelében található mocsarak, a Liereman Oud-Turnhout mellett, valamint a De Teut (Zonhoven), a Ter Haagdoornheide (Houthalen-Helchteren) és a Nationaal Park Hoge Kempen természetvédelmi parkokban. Számos kisebb faluban még ma is láthatók a tipikus kempeni farmok, a langgevelboerderijen. A kempeni régió építészeti, mezőgazdasági és történelmi emlékeit Bokrijk múzeuma mutatja be.

### Kempen jellegzetessége – a csirke
A régió egyik jellegzetessége a kempeni csirke, amelyet a 19. század során tenyésztettek ki. Ma már meglehetősen ritkák Belgiumban, bár Nagy-Britanniában saját tenyészklubja létezik. A kempeni csirkék kistestűek, sűrű tollazattal, amelynek sötét, fekete-zöld alapszínű, aranyozott, illetve ezüst  mintázattal.

### SS La Campine
Az SS. La Campine (2,595 GRT) gőzhajót a Palmers' SB. & Iron Co., Ltd., Newcastle vállalat építette az antwerpeni F. Speth & Co., cég részére. A hajó az American Petroleum Company szolgálatában álló olajszállító volt, gőzgépek hajtották, de rendelkezett még kiegészítő vitorlázattal. 
1892-ben bocsátották vízre, és 1917. március 13-án süllyedt el, miután a német UC 50 tengeralattjáró megtorpedózta az Északi-tengeren, Doggersbank, 56.00 North – 04.57 East közelében, úton Rotterdamból New Yorkba.